# Сан Салво
Сан Са̀лво (на италиански: San Salvo, на местен диалект Sandë Salvë, Сандъ Салвъ) е град и община в Южна Италия, провинция Киети, регион Абруцо. Разположен е на 100 m надморска височина. Населението на общината е 20 090 души (към 2010 г.).